# Guillermo Cano Isaza
Guillermo Cano Isaza (Bogotà, 12 d'agost de 1925 - 17 de desembre de 1986) fou un periodista colombià.
Guillermo Cano fou l'hereu de Fidel Cano Gutiérrez, fundador d'El Espectador. Com a periodista va treballar en articles taurins, esports, seccions culturals i polítiques. Va ser l'editor d'El Espectador des de 1952. El 17 de desembre de 1986 va ser assassinat davant de les oficines del diari per dos sicaris relacionats amb els càrtels de droga de Colòmbia. Es creu que l'atac que va patir fou una represàlia per una campanya que va llançar en el diari per denunciar la influència dels traficants de drogues en la política del país. El mateix edifici va ser destruït en un atac de bomba tres anys més tard.
El 1997, la UNESCO va crear un premi anual amb el seu nom «UNESCO/Guillermo Cano Premi Mundial de Llibertat de Premsa» que guardona a una persona o institució que hagi fet treballs excepcionals per defensar la llibertat de premsa. El 2000 va ser anomenat per l'Institut de Premsa Internacional un dels 50 herois mundials de la llibertat de premsa del segle xx. Cano és interpretat per l'actor colombià Germán Quintero en la sèrie de televisió «Pablo Escobar, el Patrón del Mal».